# Kalgan (West-Australië)
Kalgan is een plaats in de regio Great Southern in West-Australië. Het ligt 388 kilometer ten zuidoosten van Perth, 17 kilometer ten noordoosten van Albany en 42 kilometer ten zuidoosten van Mount Barker. Kalgan telde 840 inwoners in 2021 tegenover 579 in 2006.

## Geschiedenis
De oorspronkelijke bewoners van de streek waren de Nyungah Aborigines. De archeoloog William Ferguson vond in de jaren 1970 artefacten langs de bovenloop van de rivier Kalgan die tot negentienduizend jaar oud bleken te zijn. De eerste Europese ontdekkingsreizigers vermeldden ook het bestaan van stenen visvallen in de benedenloop van de Kalgan. De naam van de rivier Kalgan werd afgeleid van het plaatselijke aborigineswoord 'Kal-gan-up' wat 'plaats van vele waters' of 'plaats van vele vissen' zou betekenen. De Franse ontdekkingsreiziger Nicolas Baudin schreef in 1803 over de 'dikes', zoals hij de visvallen in de rivier noemde. Een andere Fransman, Jules Dumont d'Urville, bezocht de rivier in 1827 en beschreef de vernuftigheid van de visvallen. Op een van de tekeningen van een van zijn compagnons, Louis de Sainson, zijn visvallen te zien aan de voet van een waterval.
De eerste Europeanen uit de kolonie aan de King George Sound die de rivier bezochten, Edmund Lockyer in 1827 en Thomas Braidwood Wilson in 1829, hadden vooral oog voor de vruchtbare oevers van de rivier. Alexander Collie vermeldde de naam 'Kal-ga-nup' voor het eerst in 1831. Volgens zijn Aboriginesgids en vriend Mokare had de rivier twee namen: 'Kal-ga-nup' en 'Yamungup'. Tot dan had men de door Baudin aan de rivier gegeven naam 'Rivière des Francaise' of French River gebruikt.
In de jaren 1830 vestigden zich enkele kolonisten aan de benedenloop van de Kalgan. Het gebied Lower Kalgan werd toen Candyup genoemd. In 1837 werd langs de rivier grondgebied voor een dorp gereserveerd. De naam Wyndham verscheen op een kaart in 1839. In de jaren 1854 werd de Upper Kalgan Bridge gebouwd over de bovenloop van de Kalgan. In 1905 werd met de bouw van de Lower Kalgan Bridge begonnen om kolonisten aan te trekken voor het gebied ten oosten van de rivier. Het dorp Kalgan werd in 1912 gesticht. Vermits Wyndham reeds een plaats in de regio Kimberley was, werd Kalgan naar de rivier vernoemd.
De overheid bouwde in 1912 een aanlegsteiger om het transport over water van de landbouwproductie uit de streek naar de haven van Albany te vergemakkelijken en op die manier meer kolonisten aan te trekken. De Eerste Wereldoorlog stak daar een stokje voor en uiteindelijk werd de aanlegsteiger enkel gebruikt tijdens de aanleg van een pijpleiding om Albany van water uit de Two Peoples-baai te voorzien. Betere wegen en moderner gemotoriseerd vervoer vervingen later het transport over water. In 1839 werd de Upper Kalgan Bridge weggeslagen tijdens een overstroming en dreef tot tegen de Lower Kalgan Bridge. Op 26 juli 1958 werd een nieuwe Lower Kalgan Bridge geopend. De oude brug werd afgebroken maar de vakwerkconstructie werd bewaard.

## 21e eeuw
Kalgan maakt deel uit van het lokale bestuursgebied (LGA) City of Albany. Door de jaren heen is de streek rond de benedenloop van de Kalgan ontbost. Er worden schapen en runderen geteeld. Er is ook een kleine zuivelindustrie. Langs de rivier is de begroeiing gespaard gebleven. In de omgeving van de Lower Kalgan Bridge, die slechts 15 kilometer van Albany ligt, zijn er enkele residentiële ontwikkelingen. Er ligt een golfbaan en er is een private school.

## Transport
De South Coast Highway loopt door Kalgan en maakt deel uit van Highway 1 die rond Australië gaat.